# Ina van der Molen
Ina van der Molen (Beverwijk, 12 mei 1938) is een Nederlandse actrice.
Van der Molen volgde onder meer haar opleiding aan de Toneelschool Amsterdam. Bij haar eindexamen in 1961 ontving zij de Top Naeff-prijs.
In 1961 stond ze voor het eerst op de planken als Margaret Moore in Een Man van alle Tijden van de Britse toneelschrijver Robert Bolt. Daarna speelde ze gedurende tien jaar bij het Rotterdams Toneel en Toneelgroep Centrum. 
Van der Molen werkte mee aan televisieproducties, hoorspelen en films, zoals Ademloos van Mady Saks en De Aanslag van Fons Rademakers.